# Енугу
Енугу̀ (на английски: Enugu) е град в Нигерия. Той е столица на федералния щат Енугу в Нигерия. Градът е основан през 1909 г. когато в близост са открити находища на въглища. От 1967 до 1970 година Енугу е официалната столица на самопровъзгласилата се Република Биафра. Агломерацията на града има население от около 895 000 жители (по изчисления от март 2016 г.).

## Икономика
Енугу е важен търговски и промишлен център. Произвеждат се фармацевтични продукти, стомана, керемиди, азбест, цимент, петролни продукти. Градът разполага с университет и институт за мениджмънт и технологии.